# Mișcarea patrioților

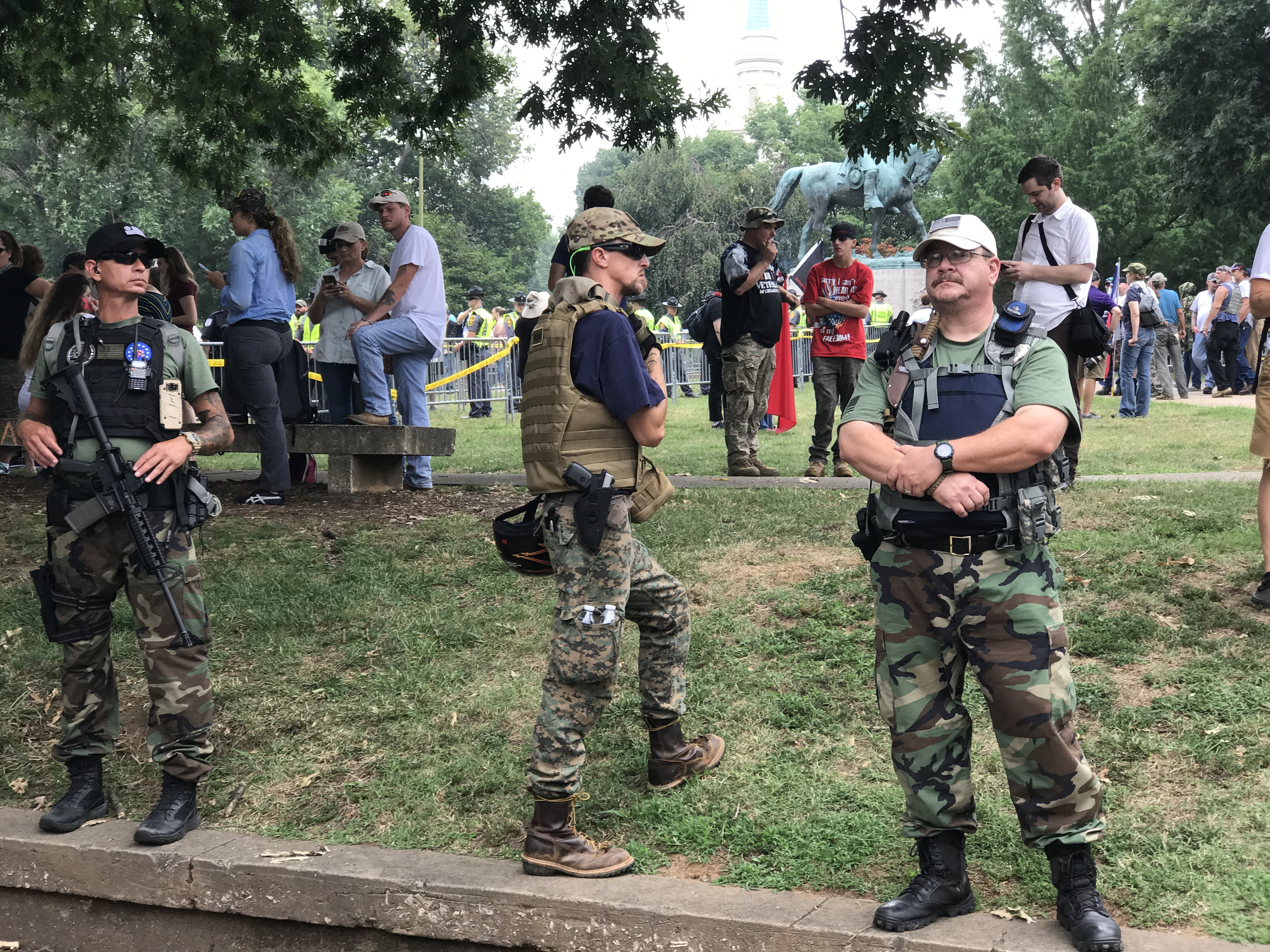
Membri ai miliției Oath Keepers în cadrul manifestației Unite the Right (2017)

Mișcarea patrioților cuprinde o serie de mișcări sociale conservatoare, independente, majoritar rurale și naționaliste formate din membrii unor miliții organizate, survivaliști, adepți ai apocalipticismului și persoane care susțin evaziunea fiscală. Jurnaliștii și cercetători asociază mișcarea patrioților cu mișcările de extremă-dreapta. Membrii acestora din urmă au comis sau susținut comiterea unor acte de violență.Organele de aplicare a legii din Statele Unite caracterizează aceste grupuri drept „periculoase, delirante și uneori violente”.
Printre evenimentele majore care au influențat mișcările de patrioți sunt Ruby Ridge (1992), asediul de la Waco (1993) și Jocurile Olimpice de vară din 1996. Deși numărul acestora a scăzut treptat între 1996 și 2008, după alegerea lui Barack Obama la președinția Statelor Unite, numărul lor a început să crească din nou.

## Istorie
Originea aripii reformiste a mișcării patrioților își are originea în 1958 odată cu înființarea Societății John Birch și apariția curentului anticomunist, a Organizației Națiunilor Unite și a mișcării pentru drepturile civile⁠(d).
La începutul anilor 1990, mișcarea patrioților a devenit extrem de populară după intervenția guvernului în cazurile Ruby Ridge și Waco. Atentatul din Oklahoma City a fost pus la cale de către doi membri ai acestei mișcări: Timothy McVeigh și Terry Nichols. Mișcarea a avut o activitate intensă la mijlocul anilor '90, apogeul fiind atins în 1996 când existau în jur de 800 de grupuri. La începutul anilor 2000, numărul acestora a început să scadă.
În 2009, Southern Povery Law Center (SPLC) susținea că numărul mișcărilor de patrioți reîncep să crească și Departamentul pentru Securitate Internă al Statelor Unite⁠(d) au publicat un raport în care se preciza înmulțirea mișcărilor „extreme de dreapta”. SPLC sugerează că această creștere este cauzată de „reacțiile negative față de imigrația nonalbă și ... recesiune și ascensiunea la putere a lui Barack Obama”. Conform statisticilor, numărul grupurilor de patrioți a crescut de la 149 (2008) la 824 (2010), respectiv de la 1.274 (2011) la 1.360 (2012). Conform SPLC, „Acea sporire explozivă pare cauzată de alegerea primului nostru președinte de culoare și de viitoarea pierdere a majorității albe în Statele Unite reprezentată de alegerea acestuia. Un alt factor este recesiunea economică care a coincis cu ascensiunea președintelui Obama”.
SPLC a descoperit că în timp ce „există mulți indivizi” în mișcările de patrioți „care nu sunt implicați în activități ilegale”, „normalizarea teoriilor conspiraționiste” - precum ideea că Federal Emergency Management Agency⁠(d) (FEMA) construiește lagăre de concentrare, zvonuri legate de un plan secret prin care Mexicul încearcă să recupereze părți⁠(d) din sud-vestul Statelor Unite⁠(d) și anxietăți create de posibilitatea ca legea Șaria să devină parte a sistemului legal - a contribuit la sporirea numărului lor.
Un membru radical al mișcării patrioților l-a asasinat pe doctorul George Tiller în 2009. Alți membri și-au declarat sprijinul pentru prăbușirea unui avion într-o clădire a Agenției Naționale de Administrație Fiscală în 2010 de către Joseph Stack⁠(d). Mișcarea a fost implicată și în următoarele evenimente: confruntarea Bundy⁠(d) și Ocuparea Malheur National Wildlife Refuge⁠(d). Doi membri din mișcare, Jerad Miller și Amanda Miller⁠(d), au ucis doi ofițeri de poliție și un civil în timpul unui atac în Las Vegas. Cei doi au atașat un mesaj pe una dintre victime cu mesajul „Acesta este începutul revoluției”.

## Convingeri

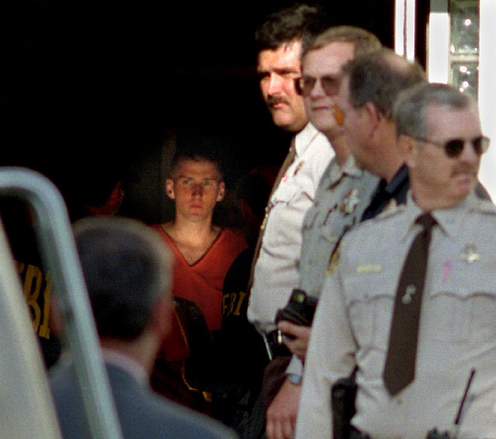
Timothy McVeigh, responsabil pentru atentatul din Oklahoma City, era asociat mișcării patrioților.

Mișcările de patrioți au fost deseori caracterizate ca fiind grupuri rasiste, extremiste, antisemite și violente de către Southern Poverty Law Center, Anti-Defamation League și FBI.
Aspecte generale ale mișcării patrioților includ:
- O mișcare diversă formată din indivizi nemulțumiți și înstrăinați de structurile guvernamentale, pregătiți oricând să utilizeze arme pentru a-și apăra drepturile și care au convingeri conspirative.[2]
- Convingerile politice ale acestora sunt asociate cu paleoconservatorismul, paleolibertarianismul, idei antiimigraționisteși cei care susțin desființarea Sistemului Federal de Rezerve al Statelor Unite.[25]
- Aceștia sunt susținători fervenți ai Constituției SUA, cu precădere a celui de-al doilea amendament și a celui de-al paisprezecelea.[26] O consecință a acestui fapt este evaziunea fiscală.[26] Mai mult, unele grupuri funcționează în baza unui sistem legal de drept comun propriu.[27]

Pe lângă acestea, mișcarea patrioților a fost asociată și cu următoarele convingeri:
- Susținerea milițiilor paramilitare (i.e. Michigan Militia⁠(d))[1][4][9]
- Credințe religioase apocaliptice.[1]
- Neîncredere în sistemele de supraveghere.[26]

Membrii acestor mișcări tind să fie adepții unor teorii ale conspirației precum:
- Guvernul american a fost implicat în atentatul din Oklahoma City⁠(d)[28][29] (Timothy McVeigh, responsabil pentru atentat, a fost implicat în mișcarea patrioților, iar planul a fost inspirat de romanul supremațist Caietele lui Turner[2]).
- Guvernul american a fost implicat în asasinarea lui John F. Kennedy.[28]
- Teoriile conspirației atentatelor din 11 septembrie 2001.[30]
- Teoriile conspirației masacrului de la școala din Sandy Hook.[31]
- Noua Ordine Mondială (posibil sub forma Organizației Națiunilor Unite).[28]

## Grupuri
Grupuri asociate cu mișcarea patrioților includ:
- Idaho Light Foot Militia
- Societatea John Birch
- Liga Sudului[32]
- Militia of Montana⁠(d)[2]
- Michigan Militia⁠(d)[1]
- Oath Keepers
- Three Percenters